# Musculus flexor hallucis longus
Der Musculus flexor hallucis longus (lat. für „langer Großzehenbeuger“) ist ein Skelettmuskel und einer der Zehenbeugemuskeln. Er ist der stärkste der tiefen Beuger. Die Sehne des Muskels tritt durch den Tarsaltunnel, kreuzt sich im Bereich der Fußsohle mit der des Musculus flexor digitorum longus (Chiasma plantare) und verbindet sich an dieser Stelle mit ihr. Damit verstärkt der Musculus flexor hallucis longus die Wirkung des Musculus flexor digitorum longus.
Bei den vierfüßigen Säugetieren wird der Muskel als stärkster der drei Köpfe des tiefen Zehenbeugers als Musculus flexor digitorum lateralis bezeichnet. Seine Sehne verbindet sich mit denen der übrigen beiden Köpfe des tiefen Zehenbeugers (Musculus tibialis caudalis, Musculus flexor digitorum medialis) zur tiefen Beugesehne. Diese spaltet sich dann entsprechend der jeweiligen Zehenanzahl und zieht an die Phalanx distalis (Huf-, Klauen- oder Krallenbein) aller Stützzehen.

## Funktion
Der Musculus flexor hallucis longus beugt die große Zehe nach unten. Zudem spannt er das mediale Längsgewölbe des Fußes. Durch die Plantarflexion der Großzehe ist der Muskel von großer Bedeutung für die Abwicklung des Fußes im Standbein. Zudem trägt er zur Supination des Fußes bei.
Bei den Tieren wirkt der Muskel vor allem als Beuger der Zehengelenke, darüber hinaus als Hilfstrecker des Sprunggelenks.